# 红柯
红柯（学名：Lithocarpus fenzelianus）是壳斗科柯属的植物，是中国的特有植物。分布在中国大陆的海南等地，生长于海拔350米至1,000米的地区，常生于常绿阔叶林中或海拔较高的山地。

## 别名
琼崖柯（海南植物） 赤杯、红铁楣（海南） 洽楣